# Janvier 2012 en sport
Cette page concerne l'actualité sportive du mois de janvier 2012

## Faits marquants

### Dimanche15 janvier
- sport automobile : L'édition 2012 du Rallye Dakar voit le sacre des Français Cyril Despres dans la catégorie moto et Stéphane Peterhansel dans la catégorie auto[26],[27].

### Dimanche22 janvier
- sport automobile : Sébastien Loeb remporte le premier rallye de la saison 2012 disputé à Monaco et prend la tête du classement des pilotes. C'est son sixième titre sur ce rallye après ses victoires en 2003, 2004, 2005, 2007 et 2008[28].

### Dimanche29 janvier
- handball : le Danemark remporte le Championnat d'Europe en dominant la Serbie en finale sur le score de 21 à 19[29]
- sport hippique : Ready Cash, le trotteur de Philippe Allaire, remporte pour la seconde fois le grand Prix d'Amérique, drivé par Franck Nivard et entraîné par Thierry Duvaldestin[30].
- tennis : Novak Djokovic conserve son titre à l'Open d'Australie en battant Rafael Nadal au terme d'un match en cinq sets (5-7, 6-4, 6-2, 6-75, 7-5) qui dure 5 h 53. C'est le troisième titre de sa carrière à Melbourne, sa cinquième victoire en Grand Chelem[31].